# Hanna Nooni
Hanna Nooni, född 9 mars 1984, svensk före detta tennisspelare i landslaget.

## Meriter
Segrare i tävlingen Swedish Ladies i Båstad 2005.